# Мармит

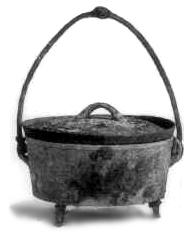
Мармит

Марми́т (marmite с фр. — «кастрюля, котелок») — в ресторанном деле и общественном питании ёмкость прямоугольной, овальной, круглой формы низкого или среднего профиля с крышкой, изготовленная из алюминия или нержавеющей стали, предназначенная для хранения продуктов, полуфабрикатов и готовой пищи, а также из нержавеющей стали или серебра — для приготовления и/или сохранения пищи (в том числе глубокого профиля) в подогретом виде. 
Различают разные виды мармитов в зависимости от:
1. Типа устройства для сохранения тепла:
  - мармиты с герметичной крышкой для кейтеринга, без подогрева. Сохраняют тепло за счет двойных стенок благодаря эффекту термоса;
  - мармиты с электрическим подогревом. Используются для линий раздачи;
  - мармиты с подогревом от свечи или горелки. Хороши для домашнего использования.
2. Материала, из которого изготовлена ёмкость мармита. Материал ёмкости отражается на теплосберегающих свойствах мармита, отвечает за гигиеничность использования при хранении пищи:
  - мармиты со стальной чашей;
  - мармиты с чашей из керамики или фарфора;
  - мармиты с чашей из мрамора или гранита.
3. Количества ёмкостей:
  - с одной ёмкостью;
  - с несколькими ёмкостями.

По габаритам:
1. - настольные мармиты;
  - мармиты-прилавки.